# Initiative populaire « concernant la réorganisation du Conseil national »
L'initiative populaire fédérale « concernant la réorganisation du Conseil national » (appelée initiative Pfändler) est une initiative populaire fédérale suisse, rejetée par le peuple et les cantons le 3 mai 1942.

## Contenu
L'initiative propose de modifier les articles 72, 73 et 75 de la Constitution fédérale en fixant la base d'élection à 30 000 personnes par député au lieu de 24 000 afin d'en réduire le nombre de députés au Conseil national, tout en limitant à 12 ans au maximum la durée autorisée d'un mandat de député et en rendant obligatoire la publication de la profession des candidats, ainsi que leur appartenance à des conseils d'administration.
Le texte complet de l'initiative peut être consulté sur le site de la Chancellerie fédérale.

## Déroulement

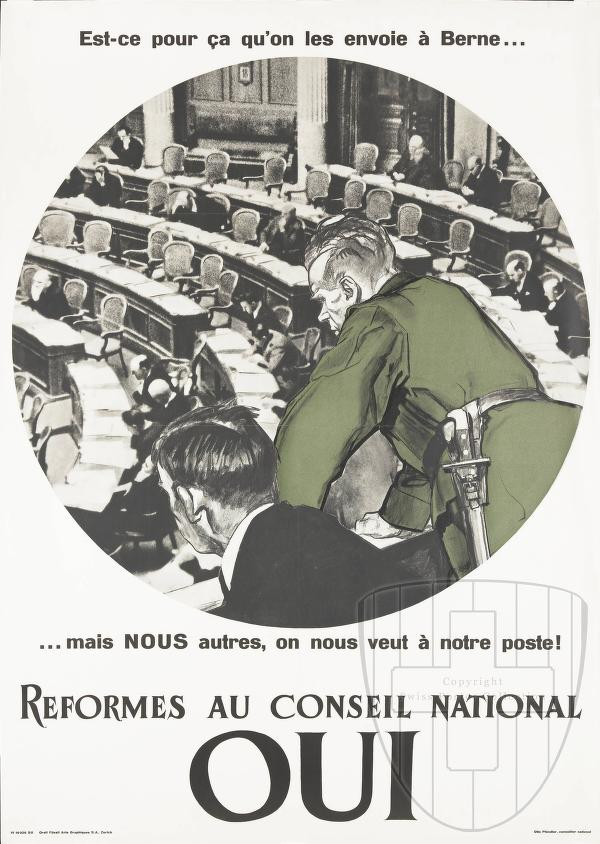
Affiche appelant à voter en faveur de l'initiative.

### Contexte historique
Pendant sa préparation, l'initiative prend le nom d'Otto Pfändler, l'un de ses plus ardent défenseur au sein de l'Alliance des Indépendants du canton de Zurich.
Celle-ci est principalement motivée par le fort absentéisme constaté au Conseil national lors des votes, principalement du aux temps passé par les parlementaires dans les différents restaurent de la ville de Berne ; plusieurs personnalités politiques vont jusqu'à faire un parallèle entre le manque d'assiduité des députés et les peines sévères touchant les militaires quittant leur poste. En décembre 1938, sur proposition du président du Conseil national Henry Vallotton, une buvette sans alcool est ouverte dans l'ancienne salle de lecture, au premier étage du Palais fédéral, permettant aux députés de disposer d'un lieu de détente non loin de leur salle de travail. Par la suite, une sonnerie de clochette sera instaurée pour appeler les députés au vote, permettant ainsi de résoudre les problèmes d'absentéisme.

### Récolte des signatures et dépôt de l'initiative
La récolte des 50 000 signatures nécessaires par l'alliance des Indépendants a débuté le 15 novembre 1940. Le 10 mars 1941, l'initiative a été déposée à la chancellerie fédérale qui l'a déclarée valide le 25 mars de la même année.

### Discussions et recommandations des autorités
Le Conseil fédéral ainsi que le parlement recommandent le rejet de cette initiative. Dans son rapport, le Conseil fédéral reconnait le bien-fondé de vouloir réformer les institutions de l'État, mais déplore un apport jugé « essentiellement négatif » de l'initiative pour le fonctionnement du Conseil national : la réduction de l'effectif et la limité d'ancienneté sont en particulier qualifiés de « perte sèche ».

### Votation
Soumise à la votation le 3 mai 1942, l'initiative est rejetée par 19 5/2 cantons, soit l'ensemble des cantons à l'exception de celui d'Appenzell Rhodes-Extérieures et par 65,1 % des suffrages exprimés. Le tableau ci-dessous détaille les résultats par cantons :